# Jasličkári
Jasličkári, jaslickare (hrv.: Dojenče) ili betlehemci je naziv za kršćanski božićni običaj unutar katoličkih zajednica u Slovačkoj gdje družina mladih muškaraca posjećuje njihove susjede te recitiraju i pjevaju pjesme. Izvođači su obučeni u odjela koja predstavljaju pastire i anđele.